# Stephanie Nabinger

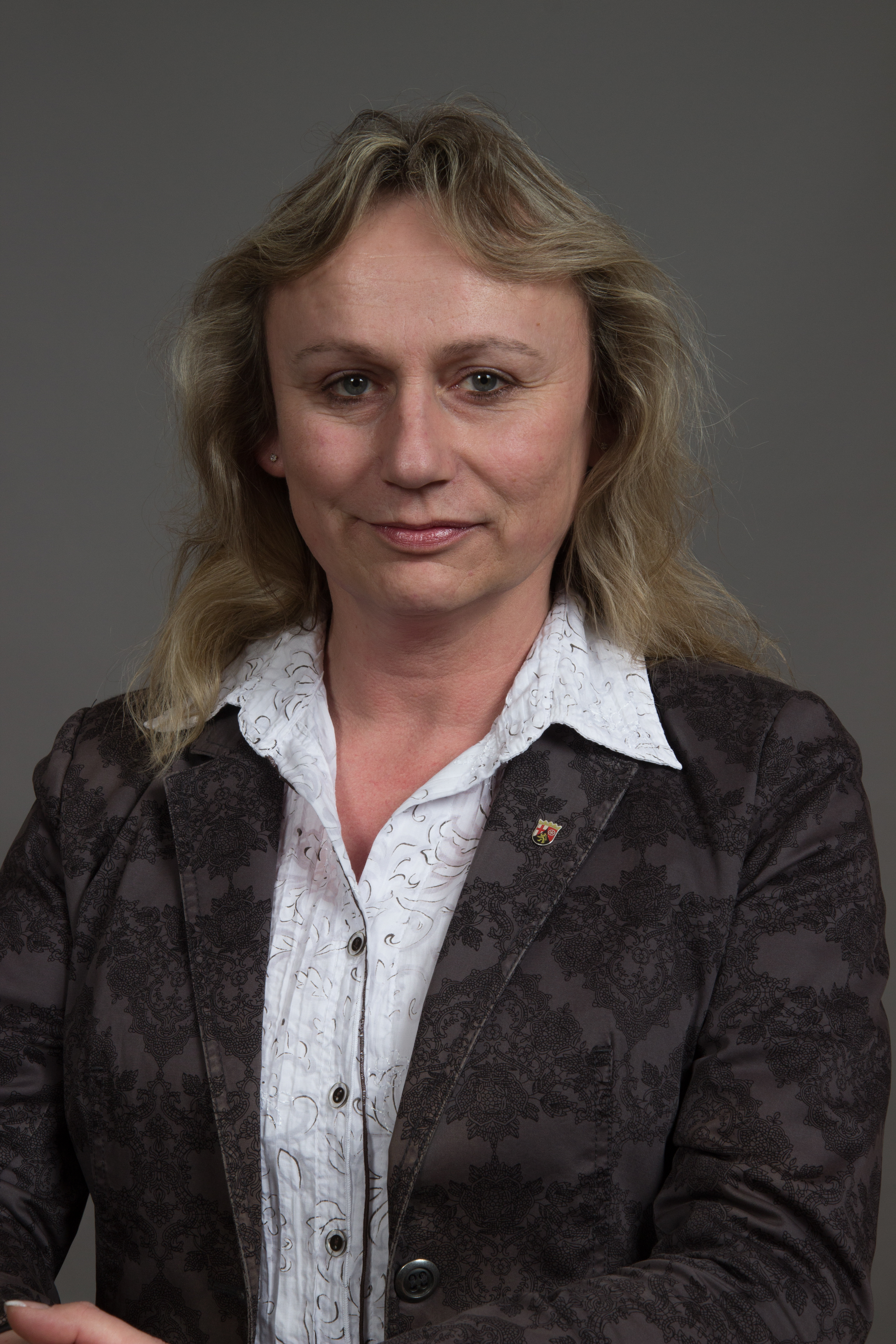
Stephanie Nabinger (2014)

Stephanie Nabinger (* 1. Juni 1967 in Saarburg) ist eine deutsche Politikerin (Bündnis 90/Die Grünen). Sie war von 2011 bis 2016 Abgeordnete im Landtag Rheinland-Pfalz.
Nabinger trat 2007 Bündnis 90/Die Grünen bei und wurde im Jahr 2009 Fraktionsvorsitzende ihrer Partei im Verbandsgemeinderat Saarburg. 2011 wurde sie in den rheinland-pfälzischen Landtag gewählt, dem sie bis 2016 angehörte. Nabingers politische Schwerpunktthemen sind Atom-, Energie- und Umweltpolitik, Landwirtschaft und Gleichstellungspolitik. Nabinger ist engagiert in der europäischen Antiatomkraftbewegung, insbesondere gegen das Atomkraftwerk Cattenom. Sie ist Fachberaterin für Finanzdienstleistungen, verheiratet und hat drei Kinder.